# Лимерик
 Тази статия е за града в Ирландия.  За графството вижте Лимерик (графство).  
Лѝмерик (на ирландски: Luimneach, Лимнъх; на английски: Limerick, по-близко до истинското произношение Лѝмърик и Лѝмрик) е град в Южна Ирландия, център на едноименното графство Лимерик в провинция Мънстър.
Разположен е при вливането на река Шанън в Атлантическия океан. Населението му е 52 539 жители от преброяването през 2006 г. Той е 4-тият по население град в страната след столицата Дъблин, Корк и Голуей.
Основан е през 9 век като датско селище.
Основен отрасъл в икономиката му е компютърната фирма DELL.

## Спорт
Представителният футболен отбор на града е на ФК Лимерик 37. Дългогодишен участник е в ирландските Премиър лига и Първа лига.

## Известни личности
Родени в Лимерик
- Кевин Бари (р. 1969), писател
- Мариан Кийс (р. 1963), писателка
- Пол Линч (р. 1977), писател
- Долорес О’Риърдън (р. 1971), певица и музикантка
- Афекс Туин (р. 1971), музикант
- Стийв Финан (р. 1976), футболист
- Ричард Харис (1930-2002), актьор
- Майкъл Хигинс (р. 1941), политик